# Пишарело (Рим)
Пишарело је насеље у Италији у округу Рим, региону Лацио.
Према процени из 2011. у насељу је живело 40 становника. Насеље се налази на надморској висини од 498 м.